# Thymus alatauensis
Thymus alatauensis là một loài thực vật có hoa trong họ Hoa môi. Loài này được (Klokov & Des.-Shost.) Klokov miêu tả khoa học đầu tiên năm 1954.